# Arte pré-colombiana

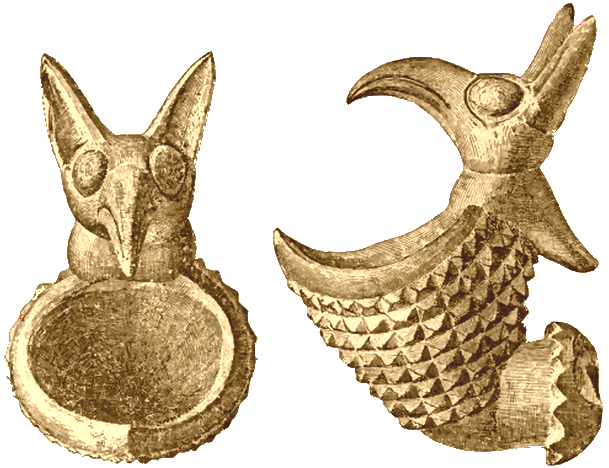
Tubo ornamental em metal.

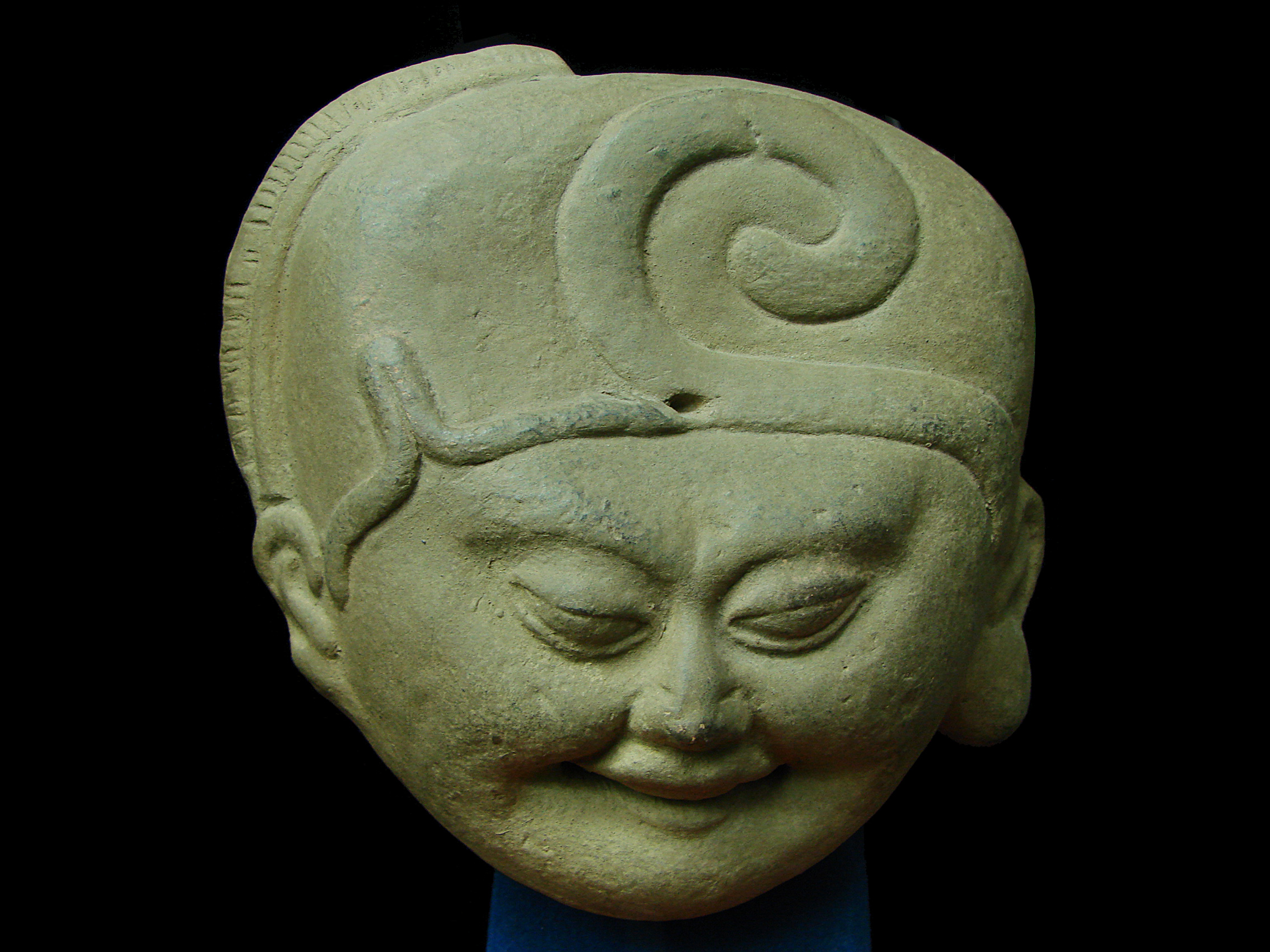
Estatueta totonaque.

A Arte pré-colombiana é uma designação que compreende todas as manifestações artísticas levadas a cabo pelos povos nativos mesoamericanos, anteriores à conquista da América Latina pelos espanhóis e portugueses.
De autoria anônima, a arte pré-colombiana compreende diversas tipologias, como a arquitetura, a escultura (incluindo relevo e estatuária), a pintura, a joalharia e ourivesaria, a cerâmica e objetos de uso doméstico e ornamentos. Os materiais mais frequentes são a pedra, o tecido, o barro e o metal. Estes povos tinham profundo domínio sobre o metal.
Todas as obras foram feitas por artesãos, cuja função é transpor para estes objetos representações pré-determinadas pelas crenças ou ciências populares.